# Роа, Карлос
Ка́рлос А́нхель Ро́а (исп. Carlos Ángel Roa; 15 августа 1969, Санта-Фе) — аргентинский футболист, вратарь.

## Карьера

### В клубах
Первым клубом Карлоса был «Расинг». В Примере он дебютировал 6 ноября 1988 года, в возрасте 19-ти лет. Во время летнего турне по Африке Роа заболел малярией, однако вскоре выздоровел. Уже в первом сезоне в «Расинге» Карлос выиграл Суперкубок Либертадорес. В 1994 году он перешёл в «Ланус». С ним также завоевал трофей, став обладателем Кубка КОНМЕБОЛ в 1996 году. В 1997 Карлоса купила «Мальорка». В сезоне 1997/98 Роа получил Трофей Саморы, лучшему вратарю испанской Примеры: в 35 матчах он пропустил 29 голов. Также в этом сезоне «Мальорка» дошла до финала Кубка Испании, где уступила в серии послематчевых пенальти «Барселоне». Сам Роа реализовал свой одиннадцатиметровый удар. Так как «Барселона» выиграла и чемпионат и Кубок, место в Суперкубке досталось «Мальорке» и клуб завоевал этот трофей. В следующем сезоне команда Карлоса вышла в финал Кубка Кубков, где уступила «Лацио».
Неожиданно вратарь заявил о завершении карьеры, он провёл год в Санта-Фе, штат Нью-Мексико, изучая религиозную литературу. Карлос принял решение вернуться в «Мальорку», с условием не играть по субботам. Однако из-за отсутствия постоянной практики Роа не смог играть как прежде и в 2002 году был продан в «Альбасете». Он помог клубу выйти в Примеру, а затем вернулся в Аргентину и окончательно завершил карьеру в команде «Олимпо».

### В сборной
Карлос Роа защищал ворота сборной Аргентины на чемпионате мира 1998 года.

## Достижения

### Командные
«Расинг»
- Обладатель Суперкубка Либертадорес: 1988

«Ланус»
- Обладатель Кубка КОНМЕБОЛ: 1996

«Мальорка»
- Обладатель Суперкубка Испании: 1998

### Личные
- Обладатель Трофея Саморы: 1998/99

## Личная жизнь
Карлос вегетарианец.
Карлос Роа посещает церковь протестантстского направления «Церковь адвентистов седьмого дня». Осознав, что он больше не может нарушать Закон Божий играя по субботам, Карлос Роа в 1998 году после чемпионата мира во Франции объявил о завершении футбольной карьеры, хотя им в тот момент интересовались «Челси» и «Манчестер Юнайтед». Позже он вернулся в футбол, но с одним условием, что он не будет играть по субботам..